# Йоган Блейк
Йоган Блейк  (англ. Yohan Blake, 26 грудня 1989) — ямайський легкоатлет, дворазовий олімпійський чемпіон та олімпійський медаліст, дворазовий чемпіон світу.

## Виступи на Олімпіадах
| Олімпіада   | Дисципліна              | Місце |
| ----------- | ----------------------- | ----- |
| Лондон 2012 | біг на 100 метрів       | 2     |
| Лондон 2012 | біг на 200 метрів       | 2     |
| Лондон 2012 | естафета 4 x 100 метрів | 1     |
| Ріо 2016    | біг на 100 метрів       | 4     |
| Ріо 2016    | біг на 200 метрів       | 16    |
| Ріо 2016    | естафета 4 x 100 метрів | 1     |

## Зовнішні посилання
- Досьє на sport.references.com [Архівовано 24 квітня 2017 у Wayback Machine.]

1. ↑  Olympedia — 2006.